# 北野剛雲
北野 剛雲（きたの ごううん）は、日本の官能小説家。株式会社フランス書院が2019年に主催した第23回フランス書院文庫官能大賞において結城彩雨特別賞を受賞しデビュー。

## 人物
官能小説家としてのデビューは、2020年3月の『虜【拷問監禁】奴隷未亡人と新妻』である。同作品は第23回フランス書院文庫官能大賞において大賞、新人賞、特別賞のいずれにも選定されなかったが、後に別枠として初めて結城彩雨特別賞が設けられデビューとなった。
編集部の講評によれば、「あまりに過激すぎるため、惜しくも受賞とならなかったのが本作である。編集部で協議した結果、作品の是非をあえて世に問うため、今回『結城彩雨特別賞』として緊急刊行を決定した」とされている。賞名にある結城彩雨と同様に、分量の多いハードな陵辱系の作風が特徴である。

## 著書

### フランス書院文庫
- 虜【拷問監禁】奴隷未亡人と新妻（2020年3月）
- 檻【拷問監禁】新妻、若妻、熟夫人を…（2020年7月）
- 絶望受胎市場【人妻と女子学生】（2020年12月）
- 三穴拷問 女教師・肛姦の教壇（2021年2月）
- 軽井沢拷問【哀母娘と脱獄囚】（2021年6月）
- 院内交尾 看護師と女医と美臀妻（2021年11月）
- 花嫁無惨【三穴拷問】（2022年1月）
- いたぶらないでください 継母肛虐同盟（2022年5月）
- 職員室籠城【女教師無惨】（2022年9月）
- 淫鬼の生贄 人妻と美人秘書（2023年1月）
- 淫獣山荘（2023年5月）
- 白昼の侵犯【新妻と肛虐管理人】（2023年8月）
- 弔いの媚肉　未亡人奴隷生活（2024年4月）
- 淫獣の凱歌【人妻と義妹】（2024年08月）
- 女教師【肛乱の宴】（2025年02月）